# Štefan Küzmič
Štefan Küzmič (tudi Števan Küzmič, madžarsko: Küzmics István), slovenski pastor, učitelj, pisatelj in prevajalec, * okrog 1723, Strukovci, † 22. december 1779, Šurd, Ogrska, kjer je tudi pokopan. 

## Življenje
Njegov oče je bil Jure (Jüri) Küzmič (1703-1769). Po poklicu je bil krojač. Družina je bila kmečka in ni bila premožna. Kljub temu se je šolal v Radgoni (Radkersburgu) in pri Svetem Benediktu (Kančevci). Tu si je pridobil osnovno znanje maternega jezika, madžarščine in nemščine. Šolanje je kasneje nadaljeval, menda ob podpori predstavnikov verske skupnosti v Čobinu v šopronski evangeličanski višji šoli. Od leta 1739 je študiral v Gjuru. Šolanje je nadaljeval na bratislavskem protestantskem liceju. Pred njim se je tam šolalo že mnogo prekmurskih Slovencev. Licej je vodil rektor - zemljepisec János Tomka Szászky. Küzmič se je v tem obdobju poleg klasičnih jezikov dodobra izobrazil tudi v zemljepisu, nacionalni zgodovini in zahtevnejši matematiki. Znanje je izpopolnjeval tudi pri zasebnih učiteljih, mnogo pa se je samoizobraževal. Izobrazil se je tudi v slovaščini. V liceju se je udejstvoval tudi na literarnem področju.
Leta 1751 je bil kot učitelj nastanjen v kraju Čobin. Tu je prevzel vodilno mesto na Latinski šoli. Ob materialni podpori iz Bratislave (Pozsony) je nase prevzel tudi velik del odgovornosti za versko in posvetno življenje rojakov. Leta 1755 je sprejel povabilo in nastopil mesto pastorja v Šurdu (v tistem času Šomodska županija, zdaj Zala. Tu se je dvakrat poročil in doživel težki udarec usode s smrtjo svojih najbližjih.

## Küzmičeva dela
Od Küzmičevih del so ohranjena Vöre krsztsanske kratki navuk (Halle, 1754) in vseh pet izdaj Nouvega zákona. Velika večina Küzmičevih del ni ohranjena, saj za nekatera izvemo samo iz njegovega epitafa ali drugih virov.
Küzmičeve knjige v razumljivi materinščini oziroma v prekmurščini so bile glavna podlaga za nadaljnjo rast slovenstva na Ogrskem.
- Male szlovenszki katekizmus, 1752 (Mali slovenski katekizem)
- ABC kni'snicza, 1753 (Abecedna knjižica)
- Vöre krsztsánszke krátki návuk csiszte rejcsi Bo'ze vözebráni i na nyou, 1754. (Kratki nauk krščanske vere)
- Nouvi Zákon ali Testamentom Gospodna nasega Jezusa Krisztusa zdaj oprvics zGrcskoga na sztári szlovenszki jezik obrnyeni po Stevan Küzmicsi Surdanszkom. F. 1771 (Nova Zaveza ali Testament Gospodna našega Jezusa Kristusa zdaj prvič iz grškega na stari slovenski jezik prevel Števan Küzmič v šurdski župniji)
- Sztári Graduvál (Stari Gradual) – Küzmič ga ni mogel dopolniti, ampak Mihael Bakoš ga je porabil v svojem delu Nouvi Gráduvál

## Epitaf Štefana Küzmiča
Pred smrtjo si je, kot je bila navada v tistih časih, sestavil obširen latinski nagrobni napis. Predelal in dopolnil ga je njegov rojak Mihael Bakoš, ki je po Küzmičevi smrti prevzel njegovo duhovniško službo v Šurdu. Epitaf je prevedel Jožef Smej.
Kdo tu počiva? Sprašuješ morda, popotnik, po šegi zvedavi.

Tu pokopani so Števana Küzmiča zemski ostanki.

Slovenska ga mati rodila je, nadajala majhnega

na bregih Ledave reke in Strukovec.

Potegnili dvakrat iz vode so ga na pol mrtvega,

nato pa veselega dali so muzam ga v uk.

Često je stradal, znojil se in zmrzoval,

trikrat ušel je tvojim rokam, pasji razbojnik.

Tri leta in mesecev šest bil je učitelj:

let štiriindvajset pastir v svetišču Boga.

Navuk krščanski je spisal v korist slovenskemu ljudstvu

in tudi prevedel mu Novi je zakon.

Popravil in zboljšal je Gradual stari,

dodal mu po božjem navdihu še svete molitve.

Njegov katekizmuš je Mali za ljudstvo preprosto,

njegova je pesem prelepa o smrti mirovni.

Spev v jeziku latinskem nesmrtno dajal bi mu hvalo,

samo če končal bi ga, kot je želel.

V madžarščini spisal računico je, o svestvih sedmerih.

Pogovore, na sedem dni porazdeljene,

da lahko spoznaš veroizpovedi sedem,

kakšne resnice in nauke nravne vsaka ima.

V dveh pesmih objokal je smrt, nečimrnost vsega,

prav lepa je tudi popevka njegova ob žetvi.

Dopolnil tako je let šestinpetdeset.

Muke in truda mu polno bilo je življenje,

naduha použila ga je, iz vodeničnih mu prsi zijoča,

a drugo življenje mu dal je Vladavec sveta.

Zdaj pojdi, popotnik, naprej in uči po zgledu se drugih

živeti in mreti, da cilj svoj srečno dosežeš
.